# كيتي ميرفي
كيتي ميرفي (بالإنجليزية: Katy Murphy)‏ هي ممثلة بريطانية، ولدت في 15 يناير 1963 في غلاسكو في المملكة المتحدة.

## وصلات خارجية
- كيتي ميرفي على موقع IMDb (الإنجليزية)
- كيتي ميرفي على موقع قاعدة بيانات الفيلم (الإنجليزية)